# Olympische Sommerspiele 2012/Bogenschießen – Einzel (Männer)
Der Einzelwettbewerb im Bogenschießen der Männer bei den Olympischen Sommerspielen 2012 in London wurde vom 27. Juli bis zum 3. August auf dem Lord’s Cricket Ground ausgetragen. 64 Athleten nahmen teil.
Der Wettkampf begann mit einer Platzierungsrunde, die die Grundlage für die nachfolgende K.-o.-Runde bildete. Jeder Schütze gab 72 Pfeile ab, die zusammenaddierte Punktzahl ergab den Rang.
In der K.-o.-Runde wurden vier Gruppen gebildet. Jeder Schütze schoss eine Serie von drei Pfeilen. Der Gewinner der Serie erhielt zwei Punkte, bei Gleichstand gab es einen Punkt. Es wurden maximal fünf Serien geschossen. Der Schütze, der zuerst sechs Punkte erzielte, zog in die zweite Runde ein, danach ins Achtel-, Viertel- und Halbfinale, sowie in das Finale bzw. das Duell um die Bronzemedaille. Stand es nach fünf Serien immer noch unentschieden, wurde ein Entscheidungsschuss abgegeben, der über Sieg und Niederlage entschied.

## Titelträger
| Olympiasieger | Wiktor Ruban ( Ukraine) | Peking 2008                                   |
| Weltmeister   | Kim Woo-jin ( Südkorea) | Weltmeisterschaft im Bogenschießen Turin 2011 |

## Bestehende Rekorde
| Weltrekord    | Im Dong-hyun ( Südkorea)     | 696 Punkte | Antalya, Türkei | 2. Mai 2012   |
| Olympiarekord | Michele Frangilli ( Italien) | 684 Punkte | Atlanta, USA    | 28. Juli 1996 |

## Platzierungsrunde
27. Juli 2012, 10:00 Uhr MESZ
| Platz | Schütze                | Nation             | Punkte | Treffer 10 | Anmerkung |
| ----- | ---------------------- | ------------------ | ------ | ---------- | --------- |
| 01    | Im Dong-hyun           | Südkorea           | 699    | 51         | WR        |
| 02    | Kim Bub-min            | Südkorea           | 698    | 50         |           |
| 03    | Oh Jin-hyek            | Südkorea           | 690    | 45         |           |
| 04    | Larry Godfrey          | Großbritannien     | 680    | 36         |           |
| 05    | Takaharu Furukawa      | Japan              | 679    | 37         |           |
| 06    | Gaël Prevost           | Frankreich         | 679    | 32         |           |
| 07    | Dai Xiaoxiang          | China              | 678    | 35         |           |
| 08    | Crispin Duenas         | Kanada             | 678    | 35         |           |
| 09    | Romain Girouille       | Frankreich         | 677    | 34         |           |
| 10    | Brady Ellison          | Vereinigte Staaten | 676    | 33         |           |
| 11    | Mauro Nespoli          | Italien            | 674    | 33         |           |
| 12    | Jacob Wukie            | Vereinigte Staaten | 673    | 33         |           |
| 13    | Xing Yu                | China              | 673    | 32         |           |
| 14    | Rafał Dobrowolski      | Polen              | 672    | 33         |           |
| 15    | Yu Ishizu              | Japan              | 671    | 35         |           |
| 16    | Rick van der Ven       | Niederlande        | 671    | 27         |           |
| 17    | Denis Gankin           | Kasachstan         | 670    | 34         |           |
| 18    | Jake Kaminski          | Vereinigte Staaten | 670    | 33         |           |
| 19    | Dschantsangiin Gantögs | Mongolei           | 669    | 31         |           |
| 20    | Khairul Anuar Mohamad  | Malaysia           | 669    | 30         |           |
| 21    | Bård Nesteng           | Norwegen           | 669    | 27         |           |
| 22    | Liu Zhaowu             | China              | 668    | 33         |           |
| 23    | Taylor Worth           | Australien         | 668    | 28         |           |
| 24    | Markijan Iwaschko      | Ukraine            | 667    | 34         |           |
| 25    | Elías Malavé           | Venezuela          | 666    | 33         |           |
| 26    | Eduardo Vélez          | Mexiko             | 665    | 31         |           |
| 27    | Thomas Faucheron       | Frankreich         | 665    | 29         |           |
| 28    | Dmitro Gratschow       | Ukraine            | 665    | 28         |           |
| 29    | Juan René Serrano      | Mexiko             | 665    | 28         |           |
| 30    | Luis Álvarez           | Mexiko             | 665    | 26         |           |
| 31    | Tarundeep Rai          | Indien             | 664    | 29         |           |
| 32    | Daniel Pineda          | Kolumbien          | 664    | 29         |           |
| 33    | Wang Cheng-pang        | Chinesisch Taipeh  | 663    | 31         |           |
| 34    | Juan Carlos Stevens    | Kuba               | 663    | 28         |           |
| 35    | Jawor Christow         | Bulgarien          | 663    | 26         |           |
| 36    | Marco Galiazzo         | Italien            | 662    | 28         |           |
| 37    | Michele Frangilli      | Italien            | 662    | 28         |           |
| 38    | Witthaya Thamwong      | Thailand           | 662    | 26         |           |
| 39    | Milad Vaziri           | Iran               | 662    | 23         |           |
| 40    | Kuo Cheng-wei          | Chinesisch Taipeh  | 660    | 31         |           |
| 41    | Elías Cuesta           | Spanien            | 660    | 29         |           |
| 42    | Alan Wills             | Großbritannien     | 660    | 29         |           |
| 43    | Wiktor Ruban           | Ukraine            | 660    | 26         |           |
| 44    | Hideki Kikuchi         | Japan              | 659    | 27         |           |
| 45    | Cheng Chu Sian         | Malaysia           | 658    | 26         |           |
| 46    | Rahul Banerjee         | Indien             | 655    | 20         |           |
| 47    | Dan Olaru              | Moldau             | 654    | 27         |           |
| 48    | Haziq Kamaruddin       | Malaysia           | 654    | 23         |           |
| 49    | Jeff Henckels          | Luxemburg          | 654    | 22         |           |
| 50    | Simon Terry            | Großbritannien     | 654    | 21         |           |
| 51    | Daniel Xavier          | Brasilien          | 653    | 25         |           |
| 52    | Camilo Mayr            | Deutschland        | 653    | 24         |           |
| 53    | Jayanta Talukdar       | Indien             | 650    | 22         |           |
| 54    | Chen Yu-cheng          | Chinesisch Taipeh  | 649    | 23         |           |
| 55    | Mark Javier            | Philippinen        | 649    | 22         |           |
| 56    | Nay Myo Aung           | Myanmar            | 646    | 19         |           |
| 57    | Ahmed El-Nemr          | Ägypten            | 644    | 21         |           |
| 58    | Klemen Štrajhar        | Slowenien          | 639    | 21         |           |
| 59    | Philippe Kouassi       | Elfenbeinküste     | 638    | 19         |           |
| 60    | Lee Kar Wai            | Hongkong           | 637    | 20         |           |
| 61    | Emdadul Haque Milon    | Bangladesch        | 636    | 21         |           |
| 62    | Axel Müller            | Schweiz            | 633    | 18         |           |
| 63    | Robert Elder           | Fidschi            | 615    | 12         |           |
| 64    | Emanuele Guidi         | San Marino         | 589    | 10         |           |

## Gruppe 1

### 1. Runde
30. – 31. Juli 2012
| Schütze 1              | Ergebnis                            | Schütze 2             |
| ---------------------- | ----------------------------------- | --------------------- |
| Im Dong-hyun (1)       | 2 - 0 2 - 0 2 - 0                   | Emanuele Guidi (64)   |
| Daniel Pineda (32)     | 0 - 2 0 - 2 0 - 2                   | Wang Cheng-pang (33)  |
| Rick van der Ven (16)  | 2 - 0 1 - 1 2 - 0 1 - 1             | Jeff Henckels (49)    |
| Denis Gankin (17)      | 0 - 2 - 0 2 - 0 0 - 2 - 0           | Haziq Kamaruddin (48) |
| Crispin Duenas (8)     | 2 - 0 0 - 2 0 - 2 0 - 2             | Ahmed El-Nemr (57)    |
| Elías Malavé (25)      | 2 - 0 0 - 2 0 - 2 1 - 1 2 - 0 0 - 1 | Kuo Cheng-wei (40)    |
| Romain Girouille (9)   | 0 - 2 - 0 0 - 2 1 - 1 2 - 0 0 - 1   | Nay Myo Aung (56)     |
| Markijan Iwaschko (24) | 0 - 2 - 0 1 - 1 2 - 0 1 - 1         | Elías Cuesta (41)     |

### 2. Runde
1. August 2012
| Schütze 1             | Ergebnis                      | Schütze 2              |
| --------------------- | ----------------------------- | ---------------------- |
| Im Dong-hyun (1)      | 1 - 1 2 - 0 2 - 0 0 - 2 1 - 1 | Wang Cheng-pang (33)   |
| Rick van der Ven (16) | 2 - 0 1 - 1 2 - 0 2 - 0       | Denis Gankin (17)      |
| Ahmed El-Nemr (57)    | 2 - 0 0 - 2 0 - 2 0 - 2       | Kuo Cheng-wei (40)     |
| Nay Myo Aung (56)     | 0 - 2 1 - 1 0 - 2 0 - 2       | Markijan Iwaschko (24) |

### Achtelfinale
3. August 2012, 10:00 Uhr MESZ
| Schütze 1          | Ergebnis                | Schütze 2              |
| ------------------ | ----------------------- | ---------------------- |
| Im Dong-hyun (1)   | 0 - 2 1 - 1 0 - 2 0 - 2 | Rick van der Ven (16)  |
| Kuo Cheng-wei (40) | 2 - 0 2 - 0 2 - 0       | Markijan Iwaschko (24) |

### Viertelfinale
3. August 2012, 15:00 Uhr MESZ
| Schütze 1             | Ergebnis          | Schütze 2          |
| --------------------- | ----------------- | ------------------ |
| Rick van der Ven (16) | 2 - 0 2 - 0 2 - 0 | Kuo Cheng-wei (40) |

## Gruppe 2

### 1. Runde
30. – 31. Juli 2012
| Schütze 1                  | Ergebnis                          | Schütze 2                |
| -------------------------- | --------------------------------- | ------------------------ |
| Larry Godfrey (4)          | 2 - 0 2 - 0 2 - 0                 | Emdadul Haque Milon (61) |
| Juan René Serrano (29)     | 2 - 0 2 - 0 0 - 2 - 0             | Marco Galiazzo (36)      |
| Xing Yu (13)               | 2 - 0 2 - 0 2 - 0                 | Camilo Mayr (52)         |
| Khairul Anuar Mohamad (20) | 2 - 0 0 - 2 0 - 2 - 0 2 - 0       | Cheng Chu Sian (45)      |
| Takaharu Furukawa (5)      | 0 - 2 0 - 2 - 0 2 - 0 2 - 0       | Lee Kar Wai (60)         |
| Dmitro Gratschow (28)      | 2 - 0 2 - 0 0 - 2 1 - 1 2 - 0     | Michele Frangilli (37)   |
| Jacob Wukie (12)           | 2 - 0 2 - 0 2 - 0                 | Jayanta Talukdar (53)    |
| Bård Nesteng (21)          | 0 - 2 1 - 1 2 - 0 0 - 2 - 0 1 - 0 | Hideki Kikuchi (44)      |

### 2. Runde
1. August 2012
| Schütze 1             | Ergebnis                          | Schütze 2                  |
| --------------------- | --------------------------------- | -------------------------- |
| Larry Godfrey (4)     | 2 - 0 1 - 1 2 - 0 2 - 0           | Juan René Serrano (29)     |
| Xing Yu (13)          | 2 - 0 1 - 1 0 - 2 0 - 2 - 0 0 - 1 | Khairul Anuar Mohamad (20) |
| Takaharu Furukawa (5) | 0 - 2 - 0 0 - 2 - 0 2 - 0         | Dmitro Gratschow (28)      |
| Jacob Wukie (12)      | 2 - 0 0 - 2 0 - 2 0 - 2           | Bård Nesteng (21)          |

### Achtelfinale
3. August 2012, 10:00 Uhr MESZ
| Schütze 1             | Ergebnis                      | Schütze 2                  |
| --------------------- | ----------------------------- | -------------------------- |
| Larry Godfrey (4)     | 0 - 2 1 - 1 2 - 0 0 - 2 0 - 1 | Khairul Anuar Mohamad (20) |
| Takaharu Furukawa (5) | 2 - 0 2 - 0 0 - 2 - 0         | Bård Nesteng (21)          |

### Viertelfinale
3. August 2012, 15:00 Uhr MESZ
| Schütze 1                  | Ergebnis              | Schütze 2             |
| -------------------------- | --------------------- | --------------------- |
| Khairul Anuar Mohamad (20) | 0 - 2 0 - 2 - 0 0 - 2 | Takaharu Furukawa (5) |

## Gruppe 3

### 1. Runde
30. – 31. Juli 2012
| Schütze 1                   | Ergebnis                    | Schütze 2              |
| --------------------------- | --------------------------- | ---------------------- |
| Oh Jin-hyek (3)             | 1 - 1 2 - 0 0 - 2 - 0 2 - 0 | Axel Müller (62)       |
| Luis Álvarez (30)           | 2 - 0 2 - 0 2 - 0           | Jawor Christow (35)    |
| Dschantsangiin Gantögs (19) | 0 - 2 0 - 2 0 - 2           | Rahul Banerjee (46)    |
| Rafał Dobrowolski (14)      | 0 - 2 - 0 2 - 0 1 - 1 2 - 0 | Daniel Xavier (51)     |
| Gaël Prevost (6)            | 0 - 2 - 0 1 - 1 2 - 0       | Philippe Kouassi (59)  |
| Thomas Faucheron (27)       | 2 - 0 2 - 0 2 - 0           | Witthaya Thamwong (38) |
| Liu Zhaowu (22)             | 0 - 2 0 - 2 0 - 2           | Wiktor Ruban (43)      |
| Mauro Nespoli (11)          | 0 - 2 0 - 2 - 0 0 - 2       | Chen Yu-cheng (54)     |

### 2. Runde
1. August 2012
| Schütze 1           | Ergebnis                    | Schütze 2              |
| ------------------- | --------------------------- | ---------------------- |
| Oh Jin-hyek (3)     | 1 - 1 2 - 0 0 - 2 - 0 1 - 1 | Luis Álvarez (30)      |
| Rahul Banerjee (46) | 1 - 1 0 - 2 - 0 0 - 2 0 - 2 | Rafał Dobrowolski (14) |
| Gaël Prevost (6)    | 0 - 2 - 0 2 - 0 1 - 1 2 - 0 | Thomas Faucheron (27)  |
| Wiktor Ruban (43)   | 2 - 0 2 - 0 2 - 0           | Chen Yu-cheng (54)     |

### Achtelfinale
3. August 2012, 10:00 Uhr MESZ
| Schütze 1        | Ergebnis                  | Schütze 2              |
| ---------------- | ------------------------- | ---------------------- |
| Oh Jin-hyek (3)  | 2 - 0 2 - 0 2 - 0         | Rafał Dobrowolski (14) |
| Gaël Prevost (6) | 0 - 2 - 0 0 - 2 - 0 0 - 2 | Wiktor Ruban (43)      |

### Viertelfinale
3. August 2012, 15:00 Uhr MESZ
| Schütze 1       | Ergebnis                | Schütze 2         |
| --------------- | ----------------------- | ----------------- |
| Oh Jin-hyek (3) | 2 - 0 1 - 1 2 - 0 2 - 0 | Wiktor Ruban (43) |

## Gruppe 4

### 1. Runde
30. – 31. Juli 2012
| Schütze 1          | Ergebnis                            | Schütze 2                |
| ------------------ | ----------------------------------- | ------------------------ |
| Dai Xiaoxiang (7)  | 2 - 0 2 - 0 2 - 0                   | Klemen Štrajhar (58)     |
| Eduardo Vélez (26) | 1 - 1 2 - 0 2 - 0 2 - 0             | Milad Vaziri (39)        |
| Taylor Worth (23)  | 2 - 0 2 - 0 1 - 1 2 - 0             | Alan Wills (42)          |
| Brady Ellison (10) | 0 - 2 - 0 2 - 0 1 - 1 2 - 0         | Mark Javier (55)         |
| Yu Ishizu (15)     | 0 - 2 1 - 1 0 - 2 0 - 2             | Simon Terry (50)         |
| Jake Kaminski (18) | 2 - 0 2 - 0 1 - 1 0 - 2 0 - 2 0 - 1 | Dan Olaru (47)           |
| Tarundeep Rai (31) | 0 - 2 1 - 1 0 - 2 - 0 2 - 0 1 - 0   | Juan Carlos Stevens (34) |
| Kim Bub-min (2)    | 2 - 0 2 - 0 0 - 2 0 - 2 - 0         | Robert Elder (63)        |

### 2. Runde
1. August 2012
| Schütze 1          | Ergebnis                | Schütze 2          |
| ------------------ | ----------------------- | ------------------ |
| Dai Xiaoxiang (7)  | 2 - 0 2 - 0 2 - 0       | Eduardo Vélez (26) |
| Taylor Worth (23)  | 1 - 1 2 - 0 2 - 0 2 - 0 | Brady Ellison (10) |
| Simon Terry (50)   | 0 - 2 0 - 2 1 - 1 0 - 2 | Dan Olaru (47)     |
| Tarundeep Rai (31) | 0 - 2 0 - 2 - 0 0 - 2   | Kim Bub-min (2)    |

### Achtelfinale
3. August 2012, 10:00 Uhr MESZ
| Schütze 1         | Ergebnis                        | Schütze 2         |
| ----------------- | ------------------------------- | ----------------- |
| Dai Xiaoxiang (7) | 0 - 2 - 0 1 - 1 0 - 2 - 0 1 - 0 | Taylor Worth (23) |
| Dan Olaru (47)    | 0 - 2 0 - 2 1 - 1 0 - 2         | Kim Bub-min (2)   |

### Viertelfinale
3. August 2012, 15:00 Uhr MESZ
| Schütze 1         | Ergebnis                          | Schütze 2       |
| ----------------- | --------------------------------- | --------------- |
| Dai Xiaoxiang (7) | 2 - 0 1 - 1 0 - 2 0 - 2 - 0 1 - 0 | Kim Bub-min (2) |

## Halbfinale
3. August 2012, 15:52 Uhr MESZ
| Schütze 1             | Ergebnis                          | Schütze 2             |
| --------------------- | --------------------------------- | --------------------- |
| Rick van der Ven (16) | 1 - 1 2 - 0 0 - 2 - 0 0 - 2 0 - 1 | Takaharu Furukawa (5) |
| Oh Jin-hyek (3)       | 0 - 2 - 0 1 - 1 0 - 2 - 0 1 - 0   | Dai Xiaoxiang (7)     |

## Duell um Bronze
3. August 2012, 15:21 Uhr MESZ
| Schütze 1             | Ergebnis                            | Schütze 2         |
| --------------------- | ----------------------------------- | ----------------- |
| Rick van der Ven (16) | 2 - 0 2 - 0 0 - 2 0 - 2 1 - 1 0 - 1 | Dai Xiaoxiang (7) |

## Finale
3. August 2012, 15:21 Uhr MESZ
| Schütze 1              | Ergebnis                | Schütze 2       |
| ---------------------- | ----------------------- | --------------- |
| Takaharu Furukawa (15) | 0 - 2 0 - 2 1 - 1 0 - 2 | Oh Jin-hyek (3) |

## Medaillen
| Platz | Name              | Nation              |
| ----- | ----------------- | ------------------- |
| 1     | Oh Jin-hyek       | Südkorea            |
| 2     | Takaharu Furukawa | Japan               |
| 3     | Dai Xiaoxiang     | Volksrepublik China |

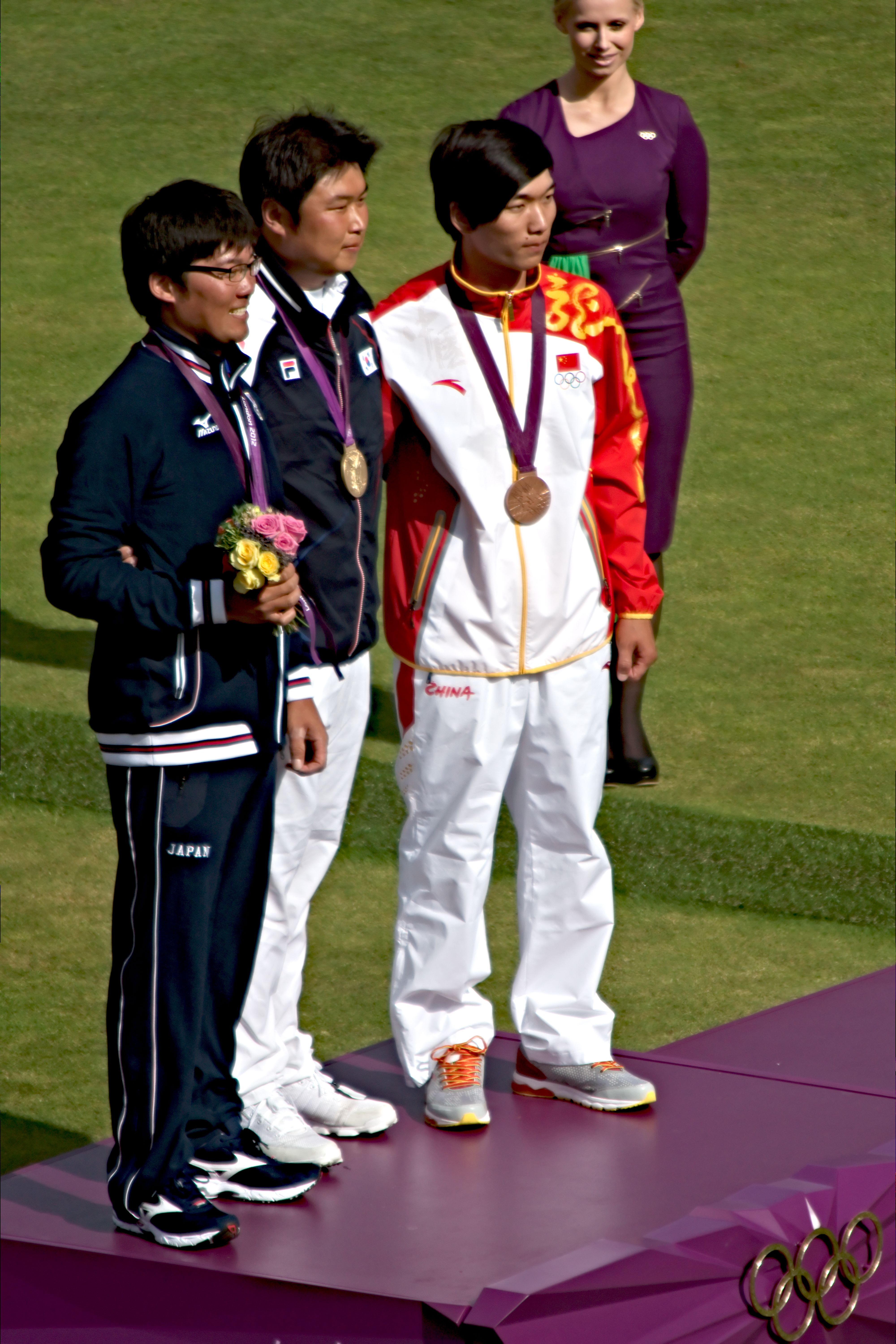
Die Medaillengewinner:
Sieger Oh Jin-hyek (Mitte)
Silber für Takaharu Furukawa (links)
Bronze für Dai Xiaoxiang (rechts)

Erstmals gingen die Medaillen ausschließlich an Athleten aus Asien.

Für die südkoreanischen Männer war es der erste Einzel-Olympiasieg.

Dai Xiaoxiang holte die erste chinesische Medaille bei den Männern.

In der Platzierungsrunde schaffte nicht nur Im Dong-hyun einen neuen Weltrekord, auch der Zweitplatzierte, sein Landsmann Kim Bub-min, war besser als die alte Marke. Auch der dritte Koreaner, der spätere Sieger Oh Jin-hyek war immer noch besser als der zu dem Zeitpunkt aktuelle Olympiarekord.